# Фор-Бриджес (Огайо)
Фор-Бриджес (англ. Four Bridges) — переписна місцевість (CDP) в США, в окрузі Батлер штату Огайо. Населення — 3401 особа (2020).

## Географія
Фор-Бриджес розташований за координатами 39°22′34″ пн. ш. 84°21′34″ зх. д. / 39.37611° пн. ш. 84.35944° зх. д. (39.376031, -84.359450).  За даними Бюро перепису населення США в 2010 році переписна місцевість мала площу 5,69 км², з яких 5,68 км² — суходіл та 0,01 км² — водойми.

## Демографія
Згідно з переписом 2010 року, у переписній місцевості мешкало 2919 осіб у 1065 домогосподарствах у складі 791 родини. Густота населення становила 513 особи/км².  Було 1183 помешкання (208/км²).
Расовий склад населення:
| - 88,4 % — білих - 5,1 % — чорних або афроамериканців - 4,5 % — азіатів |

До двох чи більше рас належало 1,5 %. Частка іспаномовних становила 1,7 % від усіх жителів.
За віковим діапазоном населення розподілялося таким чином: 27,1 % — особи молодші 18 років, 59,0 % — особи у віці 18—64 років, 13,9 % — особи у віці 65 років та старші. Медіана віку мешканця становила 40,4 року. На 100 осіб жіночої статі у переписній місцевості припадало 92,8 чоловіків;  на 100 жінок у віці від 18 років та старших — 88,2 чоловіків також старших 18 років.
Середній дохід на одне домашнє господарство  становив 114 689 доларів США (медіана — 91 298), а середній дохід на одну сім'ю — 134 207 доларів (медіана — 113 370). Медіана доходів становила 90 887 доларів для чоловіків та 53 446 доларів для жінок. За межею бідності перебувало 2,9 % осіб, у тому числі 2,5 % дітей у віці до 18 років та 1,6 % осіб у віці 65 років та старших.
Цивільне працевлаштоване населення становило 1548 осіб. Основні галузі зайнятості: освіта, охорона здоров'я та соціальна допомога — 20,4 %, науковці, спеціалісти, менеджери — 15,2 %, виробництво — 14,7 %.